# Bión z Borysthenu

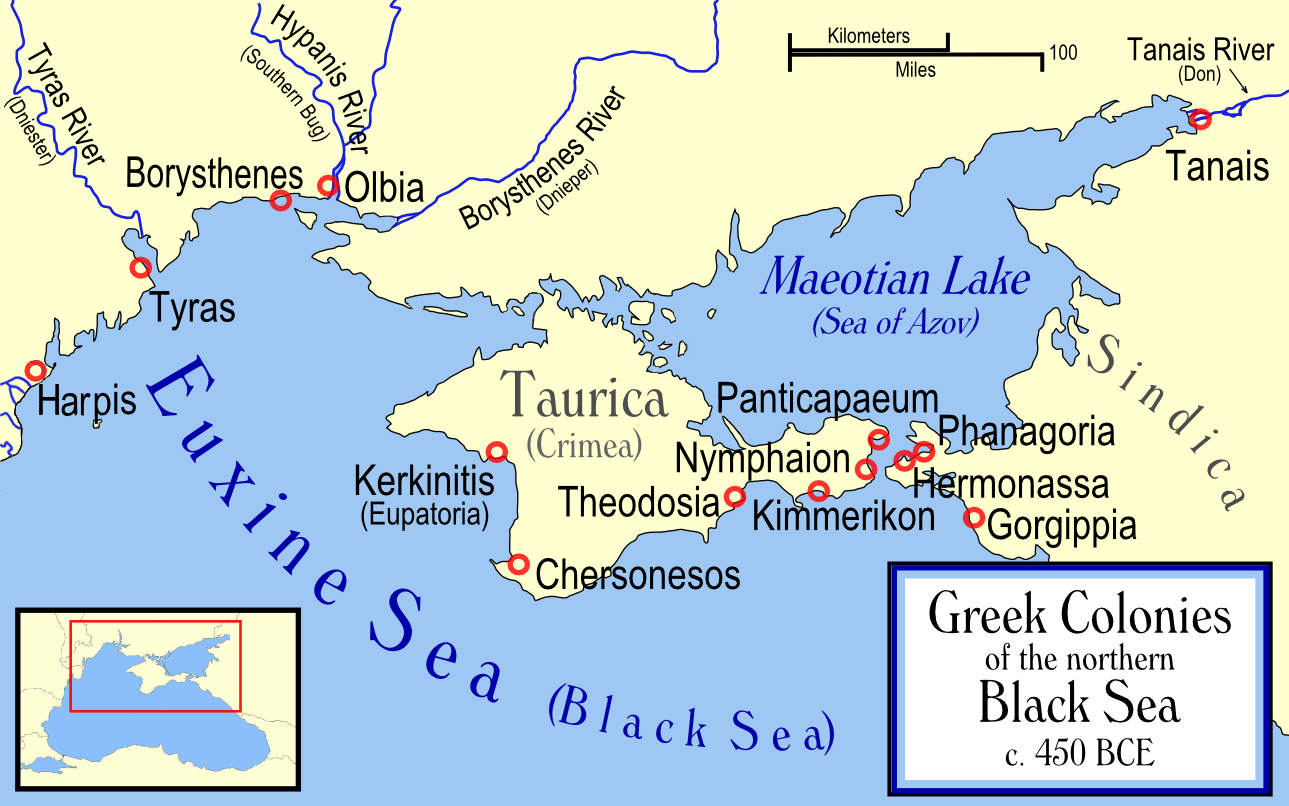
Starobylé řecké osady na severním pobřeží Černého moře.

Bión z Borysthenu (řec. Βίων Βορυσθενίτης, Bíōn Borysthenítēs; asi 325 př. n. l. – 255 př. n. l.) byl starořecký řečník, spisovatel a filozof, představitel hédonického kynismu, autor populárních filozofických přednášek, tzv. diatribní literatury.

## Život
Pocházel z Borysthenu, starověké řecké osady na severním pobřeží Černého moře, kde se narodil okolo roku 325 př. n. l. Jeho otec byl propuštěncem a živil se prodejem solených ryb. Za manželku si vzal si ženu z nevěstince, hetéru. Když se dopustil celního podvodu, byla celá rodina prodána do otroctví. Mladého Bióna, jenž byl příjemného vzhledu, koupil jakýsi řečník a zřejmě si ho oblíbil, protože mu v závěti odkázal celý svůj majetek. To umožnilo Biónovi, aby se po jeho smrti odstěhoval do Athén a oddal se filozofii.
Seznámil se s učením platónské Akademie a školy kynické, poslouchal Theodóra z Kyrény a Theofrasta. Po způsobu sofistů konal mnohé cesty po helénistickém světě a vyučoval veřejně filozofii, hlavně v Makedonii a na Rhodu. Nějaký čas žil na dvoře makedonského krále Antigona Gonaty. Svá poslední léta prožíval v Chalkidě. Když těžce onemocněl, poslal mu prý král Antigonos dva služebníky, aby o něho pečovali. Zemřel okolo roku 255 př. n. l.

## Dílo
Bión byl spíše vzdělaným literátem než ortodoxním příslušníkem některé filozofické školy. Z kynismu převzal kritický poměr k tradiční etice, kyrénská škola ho ovlivnila svým hédonismem. Jako žák Theodóra z Kyrény měl i on kritický vztah k náboženské víře a v důvěrných hovorech prý vykládal „mnoho bezbožného".
Bývá považován za zakladatele tzv. diatribní literatury. Psal filozofické rozpravy, ve kterých pojednával populárním způsobem o různých stránkách praktické etiky. Vynikaly duchaplným stylem a sršely sarkastickými vtipy, Horatius se o nich zmiňuje jako o „hloubavých rozpravách ostrých".  Bión uměl podle potřeby střídat vážný i humorný tón. Měl mysl pro divadelnost i parodii a dovedl čato rozesmát své posluchače. Eratosthenés o něm řekl, že „první oděl filozofii v květnaté roucho". Je považován za předchůdce Lúkianova. Ve svých diatribách ho napodoboval kynik Telés z Megary (3. stol. př. n. l.).

Ačkoliv Biónovy Rozpravy (řec. διατριβαι, diatribai) byly hojně čteny ještě i v době římského císařství, dochovalo se z nich jen několik názvů a zlomků. Některé vtipné výroky se zachovaly u Stobaia a v díle Diogena Laertia. Když se např. Bióna tázali, kdo zakouší nejvíce úzkostí, odpověděl: „Ten, kdo chce být nejvíce šťasten." Cicero ke zmínce o králi, který si v bolu rval vlasy, dodal: „K tomu vtipně poznamenává Bión, že si ten hloupý král ze zármutku vyškubává vlasy, jako by se plešatostí zármutek zmenšil."
Díváš-li se na svět jako na celek, víc ducha dává najevo ten, kdo neudrží smích, než kdo neudrží slzy, protože se nedá tak hned vyvést z míry povrchním hnutím mysli a v celé té lidské komedii nic nepokládá za velké, nic za vážné, ba ani za hodné politování. Ať si každý postaví před oči důvody našich radostí a našich smutků, jeden vedle druhého, a pochopí pravdivost Biónova výroku, že se všechny lidské záležitosti podobají svým vlastním počátkům a že lidský život nemá víc posvátnosti nebo vážnosti než početí.
Seneca, O dušením klidu